# 赵彪
赵彪（1962年1月—），男，汉族，吉林白城人，中华人民共和国政治人物，长影集团有限责任公司董事长、党委书记，第十三届全国人民代表大会吉林地区代表。

## 生平
2018年2月24日，当选为第十三届全国人大代表。